# Désiré Tsarahazana
Désiré Tsarahazana (* 13. června 1954 Amboangibe, Madagaskar) je malgašský římskokatolický kněz, od roku 2012 arcibiskup toamasinský.
Dne 20. května 2018 papež František oznámil, že jej na konzistoři 29. června 2018 jmenuje kardinálem.